# جورج پریرا
جورج پریرا (انگلیسی: George Pereira; ۲۶ ژانویهٔ ۱۸۶۵ – ۲۰ اکتبر ۱۹۲۳) فرد نظامی اهل پرتغال بود. وی همچنین برندهٔ جوایزی همچون نشان حمام شده‌است.